# ريان أشفورد
ريان أشفورد (بالإنجليزية: Ryan Ashford)‏ هو لاعب كرة قدم بريطاني، ولد في 13 أكتوبر 1981 في هونيتون في المملكة المتحدة. لعب مع نادي توركي يونايتد ونادي ساوثهامبتون ونادي ويموث.

## وصلات خارجية
- ريان أشفورد على موقع قاعدة بيانات كرة القدم.إي يو (الإنجليزية)
- ريان أشفورد على موقع Soccerbase.com (لاعب) (الإنجليزية)